# Stadion Junist w Kalinine
Stadion "Junist" (ukr. Стадіон «Юність») - stadion piłkarski w Kalinine na Ukrainie.
Stadion "Junist" został zbudowany na początku XXI wieku. Stadion dostosowano do wymóg standardów UEFA i FIFA, z siedzeniami z tworzywa sztucznego. Nowy stadion może pomieścić 2 500 widzów. Swoje mecze na tym stadionie rozgrywa klub piłkarski Feniks-Illiczoweć Kalinine.